# Running Scared (Lied)

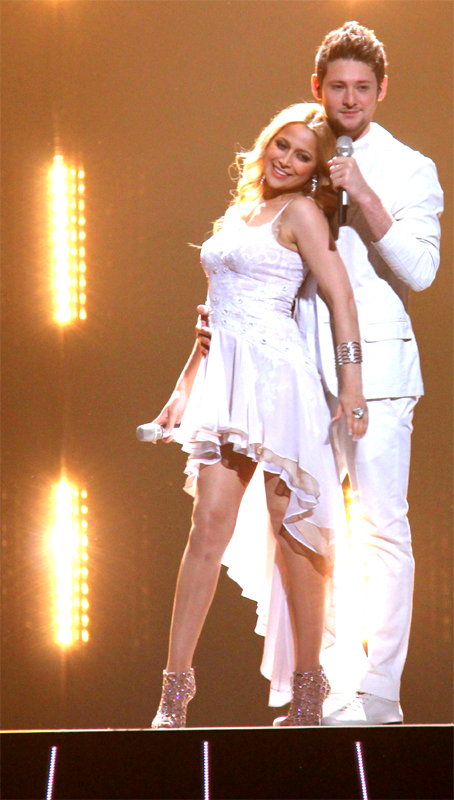
Ell & Nikki bei ihrem Auftritt beim Eurovision Song Contest 2011 (Finale) in Düsseldorf

Running Scared ist eine englischsprachige Ballade des aserbaidschanischen Duos Ell & Nikki. Es ist der Siegersong des Eurovision Song Contest 2011, der in Düsseldorf stattfand. Es ist damit der erste Sieg für Aserbaidschan beim ESC.
Das Lied wurde von den Schweden Stefan Örn, Sandra Bjurman und Iain Farguhanson geschrieben. Diese hatten sich bereits 2010 für den aserbaidschanischen Eurovisionsbeitrag Drip Drop von Safura verantwortlich gezeigt.

## Eurovision Song Contest
Ell & Nikki qualifizierten sich am 10. Mai 2011 über das erste Halbfinale für das Finale des Eurovision Song Contest 2011, das am 14. Mai stattfand. Sie erreichten mit ihrem Lied Running Scared 221 Punkte und gewannen so den Grand Prix.

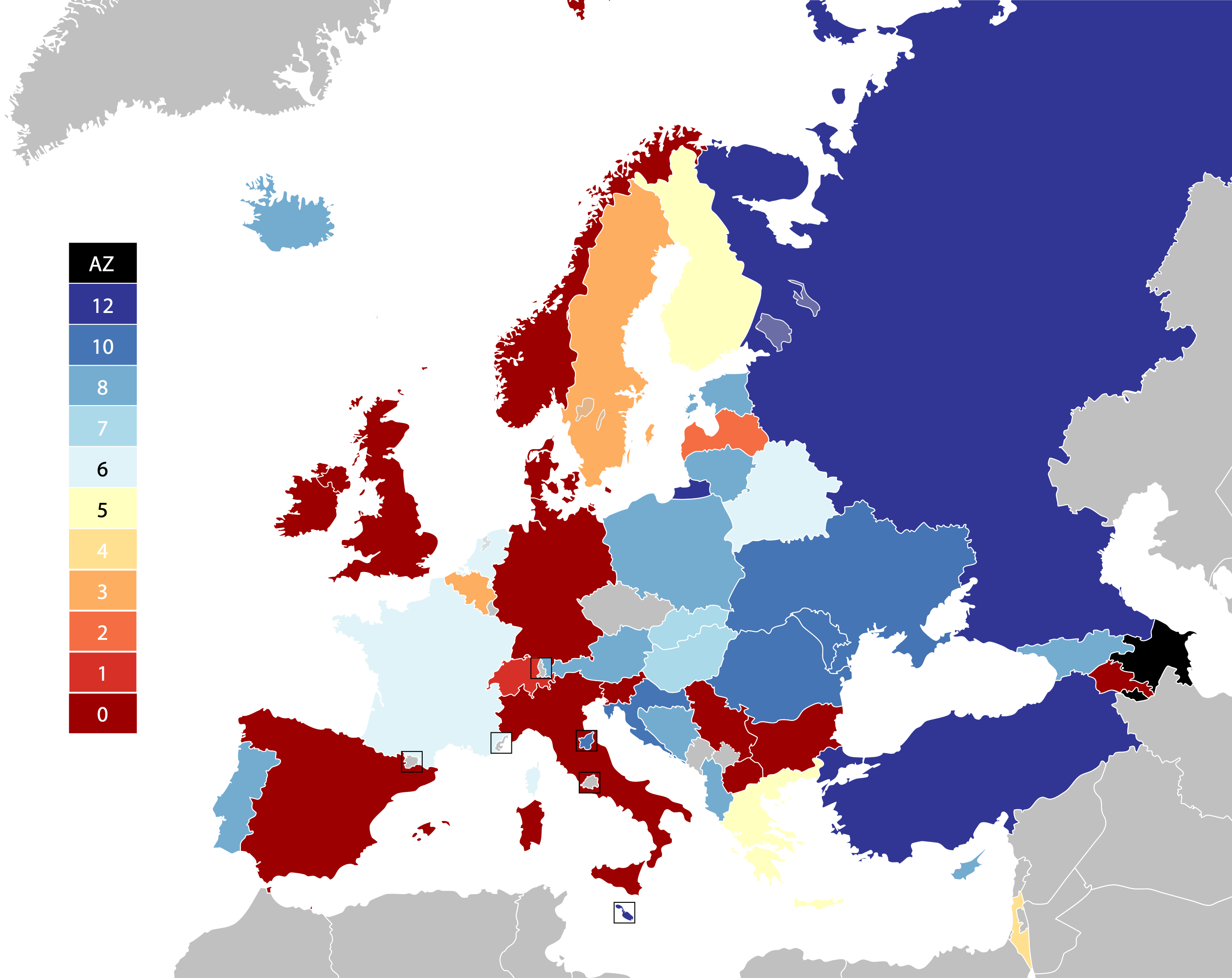
ESC 2011: Verteilung der Punkte für Aserbaidschan

Punktevergabe für Aserbaidschan im 1. Halbfinale:
| Anzahl | Punkte | Land                               |
| ------ | ------ | ---------------------------------- |
| 2×     | 12     | Georgien, Türkei                   |
| 4×     | 10     | Kroatien, Litauen, Malta, Russland |
| 2×     | 8      | Island, Polen                      |
| 2×     | 7      | Griechenland, Portugal, Ungarn     |
| 0×     | 6      |                                    |
| 2×     | 5      | Albanien, Finnland, San Marino     |
| 1×     | 4      | Vereinigtes Königreich             |
| 0×     | 3      |                                    |
| 0×     | 2      |                                    |
| 2×     | 1      | Schweiz, Spanien                   |
| 1×     | 0      | Norwegen                           |

Punktevergabe für Aserbaidschan im Finale:
| Anzahl | Punkte | Land |
| ------ | ------ | --- |
| 3×     | 12     | Malta, Türkei, Russland |
| 5×     | 10     | Kroatien, Moldawien, Rumänien, San Marino, Ukraine                                                                                     |
| 10×    | 8      | Albanien, Bosnien und Herzegowina, Estland, Georgien, Island, Litauen, Österreich, Polen, Portugal, Zypern                             |
| 2×     | 7      | Slowakei, Ungarn |
| 3×     | 6      | Frankreich, Niederlande, Belarus |
| 2×     | 5      | Finnland, Griechenland |
| 1×     | 4      | Israel |
| 2×     | 3      | Belgien, Schweden |
| 1×     | 2      | Lettland |
| 1×     | 1      | Schweiz |
| 12×    | 0      | Armenien, Bulgarien, Dänemark, Deutschland, Irland, Italien, Mazedonien, Norwegen, Serbien, Slowenien, Spanien, Vereinigtes Königreich |

## Chartplatzierungen
| ChartsChartplatzierungen     | Höchstplatzierung | Wochen |
| ---------------------------- | ----------------- | ------ |
| Deutschland (GfK)            | 33 (6 Wo.)        | 6      |
| Österreich (Ö3)              | 22 (5 Wo.)        | 5      |
| Schweiz (IFPI)               | 11 (2 Wo.)        | 2      |
| Vereinigtes Königreich (OCC) | 61 (1 Wo.)        | 1      |